# To All the Boys I've Loved Before (livro)
To All the Boys I've Loved Before é um romance de 2014 do gênero young adult da autora norte-americana Jenny Han, publicado pela primeira vez pela Simon & Schuster e lançado em 15 de abril de 2014. Han foi inspirada a escrever o livro com base em seu próprio hábito de escrever cartas de amor para garotos pelos quais ela tinha uma queda quando era adolescente. O romance foi seguido por duas sequências, P.S. I Still Love You, lançado em 26 de maio de 2015, e Always and Forever, Lara Jean, lançado em 2 de maio de 2017.
Uma adaptação cinematográfica do livro foi lançada na Netflix em 2018. Seu enredo é semelhante ao do livro original, com algumas alterações.

## Enredo
Lara Jean Song Covey é uma garota coreana americana de dezesseis anos que mora na Virgínia. Ela é extremamente próxima de sua irmã mais velha, Margot, e da irmã mais nova, Kitty. Lara Jean guarda cartas de amor para todos os garotos que ela já amou em uma caixa de chapéu azul-petróleo que foi dada a ela por sua falecida mãe, que morreu com um traumatismo craniano quando Lara Jean tinha apenas 9 anos. Pouco antes de Margot ir para a universidade na Escócia, ela termina com seu namorado Josh Sanderson, que também é seu vizinho e amigo de Lara Jean.
Lara Jean, que já teve uma queda por Josh, descobre que seus sentimentos por ele estão voltando depois que Margot sai para a escola, e Josh admite durante uma conversa sobre paixões que sua primeira paixão séria foi por Lara Jean. Para lidar com seus sentimentos, Lara Jean escreve um longo post scriptum para a carta que escreveu quando tinha quatorze anos, depois que Josh convidou Margot para sair em vez dela.
Peter Kavinsky, um dos caras para quem Lara Jean escreveu uma carta, se aproxima dela e diz que não sente nenhum tipo de atração por ela. Lara Jean fica confusa, mas percebe que ele está se referindo a uma carta que ela lhe escreveu anos atrás, depois que ele a recebeu pelo correio. Horrorizada, ela diz a ele que escreveu a carta há muito tempo. Lara Jean conta o que a levou a escrever a carta: quando ela estava na sétima série, ela e Peter estavam com um grupo de amigos em comum quando Peter a beijou.
Lara Jean não consegue encontrar sua caixa de chapéu em casa. Naquela noite, ela ouve Josh chegar e se esconder em uma casa na árvore que ela costumava passar muito tempo quando era criança. Na manhã seguinte, na escola, Josh pergunta a ela sobre a carta para ele. Ela mente e diz que não tem mais sentimentos por ele e que está namorando outra pessoa. Quando ele pergunta quem é, ela responde Peter, já que ele é a primeira pessoa em quem ela pensa enquanto ele caminha pelo corredor. Lara Jean pula espontaneamente em cima de Peter e o beija na frente de Josh, e Peter a beija de volta. Na escola, Lara Jean explica sua situação para Peter, que decide seguir com a mentira, já que ele acabou de terminar com sua namorada de longa data Genevieve (que também é inimiga de Lara Jean) e quer um término sem dramas.
Lara Jean e Peter estabeleceram uma lista de regras básicas sobre como agir em relação um ao outro. Quanto mais tempo eles passam juntos, mais confusa Lara Jean fica sobre seus sentimentos. Conforme Lara Jean e Peter começam a se apaixonar um pelo outro genuinamente, Josh fica com ciúmes de Peter, e quando Lara Jean o confronta sobre isso, ele a beija e diz que quer ficar com ela, o que faz Lara Jean perceber que ela não gosta mais de Josh e que ela quer namorar Peter de verdade.
Em uma viagem para esquiar da escola, Peter diz a Lara Jean que quer namorar com ela e eles se beijam em uma banheira de hidromassagem. No dia seguinte, Genevieve conta a ela que há um boato de que os dois fizeram sexo na banheira de hidromassagem, e Peter não negou. Humilhada, Lara Jean evita Peter nas férias de Natal. Kitty o convida para a festa de recital dos Covey, que eles faziam todos os anos antes da morte de sua mãe. Quando Peter tenta falar com Lara Jean, Josh intervém para tentar protegê-la, e Margot acaba ouvindo sobre como Josh e Lara Jean se beijaram.
Margot e Lara Jean eventualmente se reconciliam, mas Lara Jean continua zangada com Peter até Kitty admitir que ela roubou a caixa de chapéu de sua irmã e enviou as cartas para tentar se vingar de Lara Jean por quase revelar a paixão de Kitty por Josh. Lara Jean perdoa Kitty. Kitty diz a Lara Jean que Peter realmente se importa com ela e devolve a caixa de chapéu que agora está cheia de bilhetes que Peter deu a Lara Jean enquanto eles estavam fingindo namorar. Ao lê-los, Lara Jean muda de ideia e pega papel e caneta para escrever uma carta de amor para Peter.

## Recepção
O romance passou 40 semanas na lista dos mais vendidos do The New York Times na seção de ficção young adult. Foi publicado em 30 idiomas.

## Adaptação cinematográfica
Em junho de 2014, foi relatado que a Overbrook Entertainment, produtora do ator Will Smith, havia garantido os direitos do filme para o romance, com Annie Neal contratada para adaptá-lo para as telas. A Overbrook, produtora de James Lassiter e Will Smith, produziu o filme. A diretora de Carrie Pilby, Susan Johnson, dirigiu o filme, com um roteiro de Sofia Alvarez e com Lana Condor, Janel Parrish, Anna Cathcart, Noah Centineo, Israel Broussard e John Corbett estrelando. A produção começou em Vancouver em julho de 2017, e o filme foi lançado pela Netflix em 17 de agosto de 2018. O filme recebeu avaliações positivas.